# 地藏殿
地藏殿是中国汉传佛教寺院中最重要的配殿之一，供奉的是地藏菩萨。

## 词源学
根据佛经记载，“地藏”来自《地藏菩萨本愿经》和《地藏十轮经》。《地藏十轮经》记载：“安忍不动犹如大地，静虑深密犹如秘藏”。地藏菩萨受释迦摩尼的嘱托，在释迦摩尼圆寂之后，弥勒佛到来之前，教化众生，拯救一切苦难，他曾发下宏愿“地狱不空，誓不成佛；众生度尽，方证菩提；我不入地狱，谁入地狱”，因此地藏菩萨号称“愿力第一”。

## 供奉
地藏菩萨一般是出家比丘形象，身披袈裟，光头或者戴着毗卢帽，结跏跌坐，左手持锡杖，代表爱护众生，戒修精严，右手持如意宝珠，代表满足众生愿望。有的寺院地藏菩萨是立像，两旁分别立着一比丘和一长者，比丘是道明，长者是悯公。一些规模较大的寺院，地藏殿里两侧还有幽冥地府十位阎罗王的像。